# Alice Elizabeth Foley Anderson

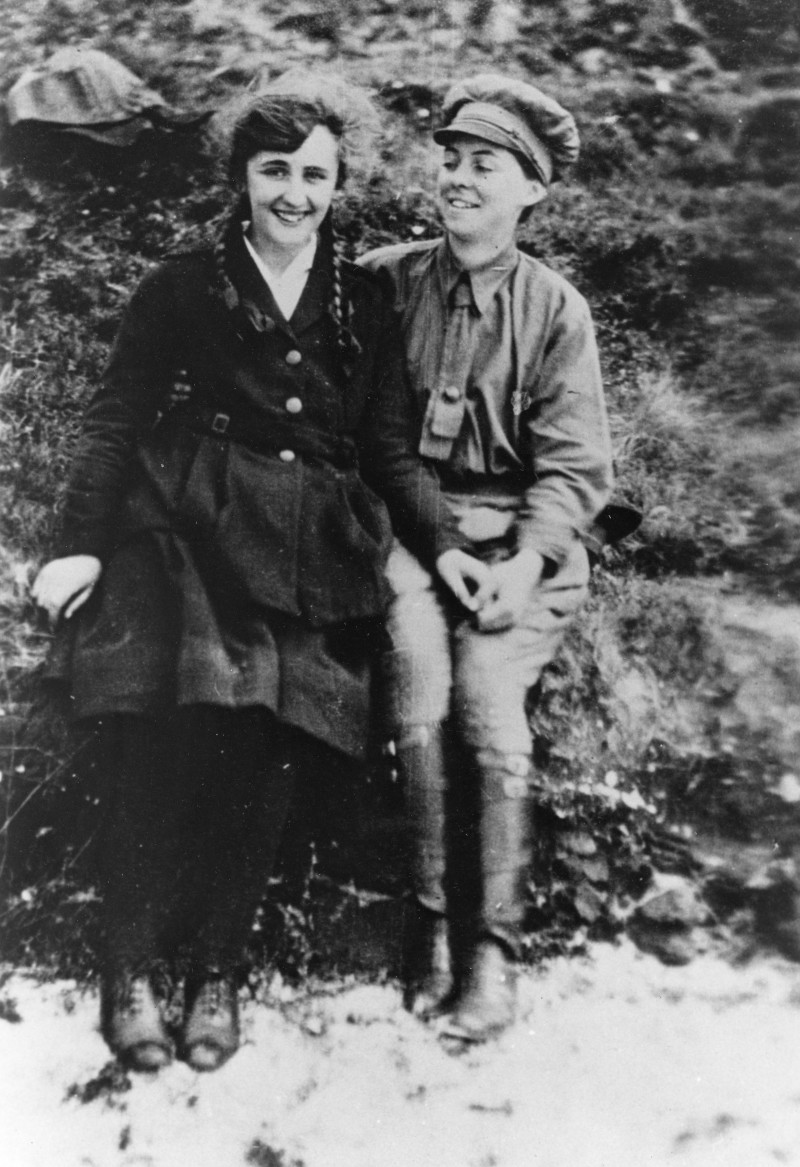
Alice Elizabeth Anderson

Alice Elizabeth Foley Anderson (ur. 8 czerwca 1897 w Melbourne, zm. 17 września 1926 w Melbourne) – australijska popularyzatorka motoryzacji, biznesmenka, pierwsza kobieta w Australii będąca założycielką i właścicielką warsztatu samochodowego.

## Życiorys
Urodziła się 8 czerwca 1897 w Melbourne. Była trzecim dzieckiem z pięciorga rodzeństwa, jej rodzicami byli urodzeni w Irlandii Joshua Thomas Noble Anderson i Ellen Mary White-Spunner.
Dzieciństwo spędziła na rodzinnej farmie w położonej przy Narbethong w pobliżu Melbourne.  Jak na ówczesną kobietę wywodzącą się z ubogiej klasy średniej miała nietypowe dzieciństwo i zainteresowania; była wprawną wędkarką i łowczynią, znakomicie jeździła konno. Pracując w miejscowej kooperatywie, nauczyła się prowadzić i naprawiać samochody.
Uczęszczała do mieszczącej się w Melbourne szkoły dla dziewcząt Church of England Girls' Grammar School, ale z powodu problemów finansowych rodziny musiała ją opuścić po pięciu semestrach nauki w 1914.
Jako 18-latka zaczęła pracować w biurze samochodowej firmy wycieczkowej i niedługo później otworzyła własną firmę, gdzie pracując po godzinach oferowała wycieczki po okolicy w pobliżu Dandenong Ranges. W 1918 pracowała już wyłącznie dla siebie.
W 1919 jako pierwsza kobieta w Australii otworzyła warsztat samochodowy. Warsztat został zaprojektowany przez Anderson, a jego budowa została sfinansowana przez nieznaną osobę lub osoby. W owych czasach w Australii samotne kobiety nie mogły otrzymywać pożyczek bankowych i aby sfinansować budowę warsztatu Anderson musiała otrzymać pomoc od nieznanych dzisiaj osób trzecich. Anderson nigdy nie zdradziła, kto pomógł jej w otwarciu warsztatu, do dzisiejszych czasów nie zachowały się żadne dokumenty, które mogłyby wskazywać, kto był jej cichym partnerem.
W warsztacie noszącym nazwę The Alice Anderson Motor Service nie tylko naprawiano samochody, ale oferowano także dodatkowe usługi, takie jak nauka jazdy, przechowywanie samochodów i wycieczki samochodowe z szoferami oraz inne usługi związane z motoryzacją i samochodami. Anderson zatrudniała w swoim warsztacie wyłącznie kobiety, oferowała także kursy mechaników samochodowych dla kobiet. Warsztat Anderson nie był zbytnio dochodowym przedsięwzięciem, ale na początku lat 20. zatrudniała osiem kobiet pracujących jako mechanicy samochodowi i kierowcy.
Jej warsztat był często wspominany w ówczesnej prasie, a sama Anderson pisała na temat motoryzacji w piśmie dla kobiet „Woman’s World”.  Należała do kobiecego klubu Lyceum Club w Melbourne.
Anderson była bardzo drobną osobą, mierzyła około 160 cm wzrostu, miała bardzo silną osobowość, była postrzegana jako zdeterminowana i inteligentna. Lubiła męskie ubrania i nosiła krótkie włosy, najczęściej ubierała się w strój mechanika z męską czapką z daszkiem.
W sierpniu 1926 z koleżanką i wcześniejszą nauczycielką Jessie Webb odwiedziła Alice Springs. Po powrocie z wyprawy, czyszcząc broń przypadkowo postrzeliła się głowę. Zmarła w szpitalu w Kew (Wiktoria) 17 września 1926.
Według oficjalnego śledztwa policji był to tragiczny wypadek, ale spekulowano także, że jej śmierć była samobójstwem związanym z plotkami na jej temat, co było przynajmniej częściowo sugerowane przez rodzinę Anderson, jej znajomych i pracownice warsztatu.
Na temat Anderson w czasie jej życia powstało wiele plotek, a po jej śmierci spekulowano na temat jej preferencji seksualnych i przekonań feministycznych. Anderson nigdy nie wyszła za mąż, w jednym z listów do jej matki pisała, że „nie ma czasu, aby znaleźć sobie męża”. Niektóre ze znajomych Anderson były znane jako „skandalizujące” lesbijki, ale ona sama nigdy nie określiła się jako osoba LGBT. Przynajmniej część z plotek dotyczących Anderson została rozpuszczona przez konkurencyjne warsztaty, ale sama Anderson nigdy nie zaprzeczyła publicznie żadnej z nich. Na jednym z bardzo znanych zdjęć trzyma ona za rękę inną kobietę – na odwrocie zdjęcie zostało opisane przez siostrę Anderson: “Alice udaje, że jest chłopakiem osoby, którą wzięła na wycieczkę”.
Założony przez Anderson warsztat nie przetrwał do dzisiejszych czasów. W 2017 w Australian Motor Museum otworzono wystawę poświęconą Alice Anderson i jej warsztatowi.